# Acmana
Acmana là một chi bướm đêm thuộc họ Erebidae.

## Các loài
- Acmana apicioides
- Acmana camptogramma
- Acmana moeonalis
- Acmana paulina